# Locomotiva FS E.380
La E.380 era una locomotiva elettrica trifase delle Ferrovie dello Stato costruita nel 1905 con rodiggio 1-C-1 e di aspetto "steeple-cab" caratterizzata dalla presenza di due cofani sporgenti. Velocità massima 71,2 km/h, peso 64,6 t, potenza oraria kW 1.250.

## Caratteristiche
Un lotto di quattro esemplari entrò in funzione nel 1906; le locomotive del gruppo E 380, costruite dalla Ganz, erano dotate di trolley a rulli e avevano la parte meccanica analoga alle locomotive del gruppo E 360.
Con la loro costruzione si voleva superare il limite delle due velocità fisse imposto dall'accoppiamento in cascata ed in parallelo dei motori trifasi, senza andare ad incidere sul numero di poli interni al motore stesso (come poi avvenne per la E.330).
Per questo motivo le E.380 vennero equipaggiate all'origine con due diversi motori: Il primo ad 8 poli ed il secondo a 12 poli. In questo modo si potevano ottenere tre velocità di regime mediante le seguenti configurazioni:
- la prima velocità era ottenuta commutando i due motori in cascata (27 km/h a 15 Hz con una potenza oraria corrispondente a 540 kW)
- la seconda velocità economica era ottenuta alimentando direttamente il motore a 12 poli con la tensione di linea (42 km/h a 15 Hz con una potenza oraria corrispondente a 400 kW),
- la terza velocità era ottenuta alimentando direttamente il motore a 8 poli con tensione di linea (64 km/h a 15 Hz con una potenza oraria corrispondente a 625 kW),

I repentini ed elevati sforzi a cui venivano sottoposte però le bielle di trasmissione della locomotiva, a seguito dell'inserimento/disinserimento dei motori, portarono però rapidamente a un elevato numero di rotture degli organi di trasmissione del moto, in particolar modo in corrispondenza dei bottoni delle bielle. Quest'aspetto, oltre alla limitata potenza disponibile, portò alla decisione di effettuare una trasformazione radicale del progetto iniziale.
Tra il 1912 ed il 1913, presso la Westinghouse di Vado Ligure avvenne pertanto la trasformazione del gruppo E.380 equipaggiando due macchine con due motori da 8 poli ed equipaggiando le altre due macchine con i motori a 12 poli (queste ultime daranno origine al gruppo E.390) limitando nel contempo in entrambi i casi le velocità economiche a due soltanto mediante commutazione in cascata o in parallelo dei motori.
A seguito di tali modifiche le velocità di regime ottenute erano quindi di 32 km/h e 64 km/h per le E.380 e di 21 km/h e 42 km/h per le E.390 (dati riferiti alla frequenza di 15 Hz).
Le macchine così trasformate prestarono servizio sulla linee della Valtellina fino all'elettrificazione della Riviera di Levante (1925-26) quando vennero trasferite presso il deposito di Livorno ove terminarono la loro carriera prima dell'inizio della seconda guerra mondiale.